# Тынель, Лина Григорьевна
Лина Григорьевна Тынель (15 сентября 1932 — 5 декабря 1999) — советский государственный и политический деятель, председатель Чукотского окружного исполнительного комитета.

## Биография
Родилась в 1932 году в семье оленевода. Член КПСС с 1965 года.
На общественной и политической работе в Магаданской области и Чукотском национальном округе — педагог, общественный деятель, преподаватель чукотского языка, заместитель редактора окружной газеты, редактор-переводчик Магаданского книжного издательства, председатель Чукотского окружного исполнительного комитета.
Избиралась депутатом Верховного Совета СССР 8-го, 9-го, 10-го созыва. Член Президиума Верховного Совета СССР.
Постановлением Администрации Магаданской области от 28.08.1995 № 148 присвоено звание «Ветеран труда». Умерла в 1999 году.